# 沈まぬ太陽
『沈まぬ太陽』（しずまぬたいよう）は山崎豊子による長編小説。
日本航空と同社の労働組合役員である小倉寛太郎の史実を元にしたフィクション社会派作品で、全3編からなる。
1995年から1999年に『週刊新潮』で連載された。単行本・文庫本は700万部を売り上げており、2009年には映画化、2016年にはWOWOWにてテレビドラマ化された。

## 作品概要
日本のナショナル・フラッグ・キャリアである大手航空会社「国民航空」社員で同社の労働組合委員長を務めた恩地元と彼を取り巻く人々の描写を通して、人の生命にかかわる航空会社の社会倫理を表現した作品である。
日本航空とその元社員である小倉寛太郎、単独機の事故として史上最悪の死者を出した日本航空123便墜落事故などをモデルとしているとされる。また、実在の複数の人物を登場人物のモデルとしていると推測される。山崎豊子はこの小説の執筆にあたり、多くの日本航空関係者にインタビューを行っている。また、小説内に「多数の関係者を取材したもので、登場人物、各機関・組織なども事実に基き、小説的に再構築した」という註釈がある。
この作品の『週刊新潮』への連載・映画化に対して、日本航空経営陣が強い不快感を示し、雑誌連載中は日本航空機内での『週刊新潮』の扱いを取りやめていた。
本作は、以下の3編からなる。
アフリカ篇
作中の現在は1971年（昭和46年）11月13日午後（ケニア時間）より。
国民航空ナイロビ営業所に勤務する恩地を中心に物語は進行する。国民航空の労働組合委員長として経営陣と対立した結果、カラチ、テヘラン、そしてナイロビの足掛け8年に亘る「現在の流刑」にも等しい左遷人事に耐える中で、母親と死別し、家族と別れることになった経緯と作中の現在に至るまでが、回想形式で描かれる。一方、大学の同輩であり組合の副委員長として恩地を蔭ながら支えてきた行天四郎は、堂本常務の言葉によって恩地と袂を別ち、出世街道を歩むこととなる。
御巣鷹山篇
作中の現在は1985年（昭和60年）8月12日18時24分頃（日本時間）より。
10年の左遷に耐えて日本に帰国した恩地であったが、国民航空は追及の手を緩めず、恩地を更に10年の間、東京本社での閑職に追いやっていた。そんな中、御巣鷹山で「国航ジャンボ機墜落事故」が発生、救援隊・遺族係へ回された恩地を中心に物語は進行する。一部実在者を含む遺族の姿がオムニバス形式で随所に挿入されている。
会長室篇
作中の現在は1985年（昭和60年）12月より。
御巣鷹山墜落事故から4か月後、利根川総理大臣は国民航空の再建を期し、関西の紡績会社の会長である国見正之を国民航空会長に据えた新体制をスタートさせた。遺族係として大阪に赴任していた恩地は東京に呼び戻され、国見が新設した「会長室」の部長に抜擢される。改革に奔走する国見と恩地、そして次期社長の座を狙う行天を中心として、国民航空の腐敗体質の温床となった存在と、その背後の黒幕が描かれる。

## 登場人物・企業
必ずしも全ての登場人物にモデルが存在するわけではなく、モデルとして複数の意見が存在するものもある。

### 団体

#### 企業
国民航空（国航, NAL、こくみんこうくう、こっこう）
主要な舞台となる企業で、主人公を始め多くの登場人物が所属している。日本航空がモデルとされている。
新日本空輸（新日空、しんにっぽんくうゆ、しんにっくう）
国航と同規模の航空会社であり、国内の主要航空路線ではライバル関係にある。全日本空輸がモデルとされている。
極東国内航空（きょくとうこくないこうくう）
新日空と同じく国航のライバル関係にある航空会社。当時の東亜国内航空（後の日本エアシステム）がモデルとされている。
日本産業銀行（にほんさんぎょうぎんこう）
金融債「ワリサン」を発行する外国為替銀行。当時の日本興業銀行（後のみずほ銀行）や東京銀行（後の東京三菱銀行→三菱UFJ銀行）がモデルとされている。
ボーイング
アメリカの大手航空機メーカー。国航や新日空を始め、多くの航空会社に航空機を販売している。アメリカ西海岸の大都市シアトルに本社がある。名の通りボーイング社がモデルとされている。
テレビドラマ版では「ボードウェイズ」に名称が変更されている。

#### 政党
自由党（じゆうとう）
政権を担当する与党として政財界に大きな影響力を持つ保守政党。党内の議員の一部は左翼を蛇蝎の如く嫌っており、共産党に挨拶に行ったり、恩地を重用するなどする国見へ不信がつのる土壌があった。モデルは自由民主党である。
社進党（しゃしんとう）
野党。社会民主主義を唱える革新政党。モデルは日本社会党である。
共産党（きょうさんとう）
野党。共産主義を唱える革新政党。代々木に本部を置く。名前の通り日本共産党がモデルとされている。

#### その他
関西紡績（かんさいぼうせき）
国民航空会長となる国見が会長を務める紡績会社。カネボウがモデルとされている。
国航開発（こっこうかいはつ）
国民航空の子会社。国民航空が就航する世界各地に豪華ホテルなどを経営する。作中では、ニューヨークの高級ホテル・グランドホテルを買収するが、買収にあたっての資金の流れが不透明であり、恩地らが追及することになる。モデルは日本航空傘下でホテル事業を行っていた日本航空開発（現オークラ ニッコー ホテルマネジメント）とされており、グランドホテルは日航の放漫経営の象徴と言われたエセックスハウスがモデルとされる。
おすたか会（おすたかかい）
国航ジャンボ機墜落事故の遺族会。なお、実際の日航ジャンボ墜落事故の遺族会は「8・12連絡会」である。

### 登場人物

#### 主要人物
恩地元（おんちはじめ）
本作品の主人公。実直で何事にも筋を通す性格であり強い信念の持ち主。悪く言えば愚直で融通が利かない。国航労組の委員長職を半ば強引に押しつけられるも、職場環境の改善に積極的に取り組む。団体交渉の席で（経営陣から見れば）無理難題を要求したり、ストライキ権をちらつかせて首相フライトを阻止しようとしたりした。
そのことがきっかけで会社に目を付けられ、カラチ・テヘラン・ナイロビと左遷人事の憂き目にあう。組合員たちのために経営陣と戦ったことに誇りを持っており、（経営陣に）詫び状は絶対書かず、理不尽な仕打ちを受けようとも、会社は絶対に退職しなかった。日本帰国後は永らく窓際族へ追いやられていたが、ジャンボ機墜落事故では、山岳部の経験を買われ御巣鷹山へ派遣され、そのまま、事故の遺族係になる。国見会長就任後、国民航空の会長室に抜擢され、会社の改革のために奔走する。
著者は小倉寛太郎を千数百時間に渡って取材しており、恩地はそれを基に創作された作中人物とされるが、小倉自身は御巣鷹事故の遺族係を務めたことはない。
行天四郎（ぎょうてんしろう）
かつては労働組合において恩地の盟友だったが、後に袂を分かつ。堂本に懐柔されて経営陣派に転向し、僻地へ左遷させられた恩地とは対照的に、アメリカの支店を転々として栄転する。その後は、出世のためなら手段を選ばず、国民航空の役員にまで上り詰める。行天には特にモデルとなった人物はいないとされる。
マスコミの情報操作や株主優待券を使った裏金作り、政界への工作活動、御巣鷹山事故負傷者の病院への潜入、遺族会の分断工作など、当時の国航側にあった黒い噂を、物語上で実行する役回りといえる。しかし、細井守が自殺前に東京地方検察庁特捜部へ宛てて送ったある物によって、最後は奈落へ突き落されることになる。

#### 恩地の家族
恩地りつ子（おんちりつこ）
元の妻。気苦労ばかりかける夫を献身的に支える。元には自身の感情を吐露することはあまりなかったが、我慢を多く重ねてきている。
恩地将江（おんちまさえ）
元の母。労組の委員長とした働いた恩地に、ひどい仕打ちをする会社に憤りを隠さない。物語開始時点から病床についており、元の海外勤務時代に他界する。元は転勤先から大急ぎで帰国したが、死に目には間に合わなかった。
恩地克己（おんちかつき）
元の長男。元は明るく元気な少年であったが、日本人の友達のいない海外へ行ってからは、寂しさからか内向的になる。長じてからは、元に理解を示すようになる。
恩地純子（おんちじゅんこ）
元の長女。兄の克己同様、元の海外勤務によって子供時代は苦しむことになる。元が独りでナイロビへ行ってからは、学校には登校拒否になる。自分の信念を貫こうとする元に「自分勝手なお父さん」と非難する手紙を送る。物語後半で縁談が持ち上がるが、相手の両親が元の経歴に不信を抱く。その誤解は結局解けるのだが、純子の結婚をめぐって行天が圧力をかけることになる。

#### 国航関係者
八馬忠次（はちうま）
恩地の前任組合委員長。恩地に委員長を押し付けるも、経営陣に噛み付くという恩地の暴走に手を焼く。堂本や行天と手を組み、恩地に対し僻地への左遷的人事を言い渡す。その後も事あるごとに恩地ら旧組合や事故後の国見新体制への嫌がらせを行う。
モデルは吉高諄であるが、吉高が山崎豊子のインタビューで小倉を評した内容と、作品上の主人公の描写は全く異なり、吉高がモデルとされる八馬も、作中では否定的な人格として描かれている。
権田宏一（ごんだ）
恩地と対立する新生労働組合委員長。
轟鉄也（とどろぎてつや）
新生労働組合副委員長。モデルは大島利徳である。
岩合宗助（いわごうそうすけ）
新生労働組合の黒幕。後に国航開発社長となる。そのワンマンな経営姿勢は「岩合天皇」とあだ名されている。物語終盤に国航開発の乱脈経営の責任を問われ、国見らにより解任される。モデルは石川芳夫である。
岡部貨物部長（おかべ）
モデルは全日空第2代社長岡崎嘉平太の長男・岡崎彬で、御巣鷹山で遺族に対して実際に尽力した社員の一人であり、作中の主人公の献身の描写は、岡崎らの体験に基づいているといわれる。
桧山衛（ひやままもる）
恩地が組合委員長だった頃の国航社長。労使交渉で恩地と対立した一方で、他の経営陣らに嫌われる恩地の処遇を案じており、苦肉の策として恩地の海外勤務を提案するも、「2年で日本へ帰す」という恩地との約束を守れなかったことに心を傷める。モデルは松尾静磨だが、実際には「戦後日本航空業界の父」と称される人物で、作品内の人物像とは大きく異なる。
小暮（こぐれ）
桧山の後任の国航社長。モデルは、朝田静夫である。運輸省からの天下り組であり、恩地ら旧組合のみならず堂本や八馬にも煙たがれている。
堂本信介（どうもとしんすけ）
ジャンボ機墜落事故発生時の国航社長。かつて国航の労務担当役員として冷徹に組合交渉に臨み、権謀術数を巡らせ組合の分断工作などを行う。言葉巧みに行天を誘い、自らの手駒として手懐ける。その一方で、過激な労組運動を行った恩地に共産党の秘密党員（アカ）のレッテルを張り、抹殺を図る。オーディオマニアである。社長就任後は、官僚の天下りではない社内の「生え抜き派」として長期政権をねらうが、大事故によりその目論見は徒労に帰す。死に体となった社長として、苦い顔をしながら遺族行脚を余儀なくされる。若いころは筋金入りの左翼活動家であったが、昭和初期の大弾圧のなか獄中で体制派に転向したという過去をもつ。
モデルは、日本航空初の生え抜き社長だった高木養根とされるが、高木は退任後、個人の資格で遺族への慰問行脚をしたほか、毎夏群馬県上野村の御巣鷹の尾根に慰問登山を続けており、作中の描写とは人物像は大きく異なる。
国見正之（くにみまさゆき）
関西紡績会長。ジャンボ機墜落事故の後、内閣総理大臣直々の指名で三顧の礼をもって、国航会長に迎えられる。関西紡績の労務問題を解決した手腕と、元軍人であることを理由に選ばれ、「お国のため」に働くことを政界から求められる。安全の確立といった社内の改革、520名の被害者の側に立つことを明確化。実直すぎる人柄と、利根川首相の政敵・永田と交流があったこと、共産党に挨拶に行ったことや左翼分子の疑いをかけられている恩地を重用したことから、やがて首相に厄介者扱いされる。深刻な労使対立などの国民航空に巣食う病根の深さに翻弄され、ついには道半ばで更迭される。
モデルはジャンボ機墜落事故後に日本航空会長に就任した元カネボウ会長の伊藤淳二とされるが、本作は伊藤について脚色が多いと言われている。
海野昇（うんののぼる）
国見の会長就任と同時に国航社長となる。モデルは、山地進である。外面は国見にへつらっているが、腹の底では真面目一筋の国見に辟易している。
三成通男（みつなりみちお）
国見の会長就任と同時に国航副社長となる。モデルは、利光松男である。
秋月純（あきづきじゅん）
国航開発会長。
永尾（ながお）
国航常務。
田丸（たまる）
国航常務。
三井美樹（みついみき）
客室乗務員。恩地らと共に組合の一員として働く。国民航空退職後は、国民航空の労組問題に力を貸すようになる。
八木和夫（やぎかずお）
国航の旧労働組合員。かつて、恩地らとともに経営陣と戦った。
小川亜紀子（おがわあきこ）
客室乗務員。行天とは愛人関係を結んでいる。行天から「アコ」と呼ばれている。
和光（わこう）
国航監査役。国民航空の10年もののドル先物予約などの不正を告発する。
川野
国航秘書課長。
細井守（ほそいまもる）
見るからに不健康そうな細身の男。通称「針金課長」。行天の指示で大量の株主優待券を換金して現金を用意させられたり、ペーパーカンパニーの社長をやらされたりと、散々な目に遭う。そのために、ノイローゼを患う。国民航空内部の暗部を東京地方検察庁特別捜査部に告発する書簡、通称「細井ノート」を送った後に、東尋坊に身を投げ自殺する。この細井ノートが後に行天を奈落に突き落とす引き金となる。

#### 政界の人物
利根川泰司（とねがわやすし）
国航ジャンボ墜落事故時の首相。出世の見込めない弱小派閥の長だったが、党内抗争でキャスティングボートを巧みに握り、総理の座まで上り詰める。ジャンボ機墜落事故を起こした国航の次期経営者の人事を、監督官庁である運輸大臣ではなく総理大臣自らが手がけることで、権力を誇示すると共に運輸利権を手にしようと目論む。国見を国民航空会長に据えたまではよかったが、その扱いに苦心することになる。なお、実際の当時の首相は中曽根康弘である。
竹丸欽二郎（たけまるきんじろう）
副総理。政界・財界に広い人脈を持ち、利根川を補佐する。財界の有力者のつてを使い、インドネシアの政府開発援助絡みで国民航空に10年物のドル先物予約を仕組み、関係機関から献金を受け取っていた。国見らがドル先物予約の異常さに気づくと、自身の献金のカラクリが明るみに出るのを恐れ、閣議決定で幕引きを図る（それでも、国見らがドル先物予約の件をいくらつつこうが、滅多なことではそのカラクリがバレることはないようであるが）。なお、実際の日航ジャンボ墜落事故後の副総理は金丸信である。
十時征成（とときゆきなり）
官房長官。その名の通り午後10時に退庁する勤勉な男。国見と利根川の間に立つ役回りである。なお、実際の日航ジャンボ墜落事故後の官房長官は後藤田正晴である。
道塚一郎（みちづかいちろう）
運輸大臣。運輸族を束ねる。国民航空の後任社長人事をめぐって利根川に介入を試みる。なお、実際の日航ジャンボ墜落事故後の運輸大臣は三塚博である。
永田（ながた）
元首相で、利根川の政敵。運輸利権を握っている。利根川に対抗して、国航の情報を社進党にリークする。『華麗なる一族』『不毛地帯』では大蔵大臣として登場しており、モデルは福田赳夫である。
龍崎一清（りゅうざきいっせい）
利根川のブレーン。元大本営参謀で、関東軍の将兵と共に、シベリアに抑留された過去を持つ。利根川の命で国見とたびたび接触する。現実において、中曽根首相のブレーンとして活躍したのは瀬島龍三である（瀬島龍三をモデルとした登場人物は、山崎豊子の小説不毛地帯に壱岐正としても登場する）。
青山竹太郎（あおやまたけたろう）
運輸族の代議士。
石黒（いしぐろ）
運輸省航空局総務課長。
井之山啓輔（いのやまけいすけ）
社進党の中堅議員。永田からリークされた情報を元に、国会で国航の経営問題を追及する。
安西富貴（あんざいふき）
目白の女王。元首相・田沼の秘書。
不二（ふじ）
共産党委員長。なお、実際の当時の共産党委員長は不破哲三である。

#### その他の人物
鷹名（たかな）
日本新聞記者。
小野寺（おのでら）
国際総合開発会長。
三島（みしま）
東京工商会議所会頭。
永井藤夫（ながいふじお）
レジャーランド社長。
兵庫（ひょうご）
ナイロビ在住の獣医師。
石村研介（いしむらけんすけ）
運輸省交通管理局課長。
笹本輝明（ささもとてるあき）
内外経済新聞記者。

## 連載
1995年から1999年まで週刊新潮で連載し3部構成を出している。
- 第1部：1995年1月5日号 - 1996年4月11日号
- 第2部：1997年1月2・9日号 - 1997年10月9日号
- 第3部：1998年1月1・8日号 - 1999年4月11日号

## 既刊一覧
初版は1999年に新潮社全5巻、下記・新潮文庫全5巻と「全集」で再刊。
- 第1巻 - アフリカ篇・上 （2001年11月発売） ISBN 978-4-1011-0426-3
- 第2巻 - アフリカ篇・下 （2001年11月発売） ISBN 978-4-1011-0427-0
- 第3巻 - 御巣鷹山篇 （2001年12月発売） ISBN 978-4-1011-0428-7
- 第4巻 - 会長室篇・上 （2001年12月発売） ISBN 978-4-1011-0429-4
- 第5巻 - 会長室篇・下 （2001年12月発売） ISBN 978-4-1011-0430-0
- 『山崎豊子全集 21・22・23』 新潮社（2005年9月-11月）

## 映画
3時間22分と長時間の作品であり、上映途中に10分間の休憩（インターミッション）が入る。
2011年2月11日には日本テレビの映画放送番組・『金曜ロードショー』を枠拡大した『金曜特別ロードショー』として、約4時間にわたり本編ノーカットで地上波初放送された。視聴率は15.0%（関東地区・ビデオリサーチ社調べ）。
第33回日本アカデミー賞最優秀作品賞受賞作品。上映時間が3時間を超えた作品が日本アカデミー賞を受賞したのは史上初であり、1980年の『ツィゴイネルワイゼン』の2時間24分をはるかに上回る新記録となった。
古溝安男を演じた山田辰夫の遺作となった。航空監修は秀島一生が手掛けている。

### 解説
小説の内容から、映像化は困難といわれていた。2000年に岡田茂東映と徳間康快・大映社長が共同制作で映画化を発表したものの、徳間社長が死去したため実現しなかった。2006年5月には、角川ヘラルド映画（現・角川書店（映像事業）。以下 “ 角川 ”）によって、2008年夏公開を目指し製作されることが発表されるなど、何度か映画化の話が持ち上がったが、実現していなかった。
また、同じ著者による『白い巨塔』を2度にわたって映像化したフジテレビが、2009年の開局50周年にあわせて『テレビドラマ化する』という企画があったが、立ち消えになっている。しかし、2008年12月、角川は、2009年秋公開として正式に映画化を発表した。角川に吸収合併された旧・大映の社員が奔走し、映画化に漕ぎ着けたという。2009年2月にイランロケでクランクイン。アフリカなどでの撮影も行われ、日本の空港シーンは、タイ王国の空港を利用して撮影した。旅客機のシーンは、日本航空の協力が得られなかったため、CGによって再現した。
作品内の登場人物の描き方とそのモデルの実像が大きく異なる、という事の他、『週刊朝日』によると、日本航空は映画化について、日本航空123便墜落事故に触れ「ご遺族の中には映画化を快く思っていない方もいらっしゃる。すべてのご遺族の心情をきちんと汲んで欲しい」と、映画化反対のコメントを出している。また、日本航空から角川に対し「名誉毀損の恐れがある」と警告文を2度送っているという。
角川は「映画は全くのフィクション」であるとしている。また、本編のエンドロール後には、航空事故による犠牲者達への哀悼の意と共に、フィクションである旨の但し書きが字幕で表示されている。
この為、日本航空は自社の社内報の中で「『フィクション』と断っているが、日航や役員・社員を連想させ、日航と個人のイメージを傷つける」「作り話で商業的利益を得ようとする行為は遺族への配慮が欠けている」と再度批判しており、法的な提訴も辞さない姿勢を見せていた。しかし、映画上映後も、結局日本航空から訴訟が行われることはなかった。

### キャスト（映画）

#### 国民航空社員とその家族
- 恩地元（国民航空労働組合委員長・会長室部長）：渡辺謙
- 恩地りつ子（恩地元の妻）：鈴木京香
- 恩地将江（恩地元の母）：草笛光子
- 恩地克己（恩地元の長男）：柏原崇（子供時代：北村匠海）
- 恩地純子（恩地元の長女）：戸田恵梨香（子供時代：小田島舞、中学時代：鈴木理子）
- 行天四郎（労働組合副委員長・取締役）：三浦友和
- 三井美樹（客室乗務員）：松雪泰子
- 桧山衛（国民航空社長）：神山繁
- 堂本信介（労務担当役員・桧山の後任社長）：柴俊夫
- 海野昇（国見の会長就任と同時に社長に就任）：横内正
- 三成通夫（国見の会長就任と同時に副社長に就任）：津嘉山正種
- 国見正之（事故後の国民航空会長）：石坂浩二
- 八木和夫（労組書記長）：香川照之
- 和光雅継（カラチ支店長）：大杉漣
- 八馬忠次（取締役・国航商事会長）：西村雅彦
- 沢泉徹（恩地の後任の労組委員長）：風間トオル
- 古溝安男（遺族係）：山田辰夫[注 6]
- 志方達郎（整備士長）：菅田俊
- 樋田恭子（三井美樹の代わりに123便に搭乗する客室乗務員）：松下奈緒
- 樋田光子（恭子の母）：烏丸せつこ
- ケニアの日本人社員・川崎：野村宏伸
- 国航123便機長：小日向文世
- 国航123便副操縦士：増田修一朗
- 国航123便航空機関士：吉家章人
- 黒田洋文（新生労組幹部）：福井晋
- 迫本博（新生労組幹部）：工藤俊作
- 井手泰明：平賀雅臣
- 高柳了輔：佐藤恒治
- 桧山の秘書：蒲生麻由
- カラチ支店の男・伊藤：野村修一
- 〃　　　・藤原：森永健司
- 国航会長室秘書・黒部：堀聡志
- 〃　　　：早坂実、杏野さや

#### 日本政府・国会議員・官僚等
- 利根川泰司（内閣総理大臣）：加藤剛
- 竹丸欽二郎（副総理）：小林稔侍
- 龍崎一清（利根川のブレーン）：品川徹
- 十時征成（内閣官房長官）：中野誠也
- 道塚一郎（運輸大臣）：小野武彦
- 青山竹太郎（運輸族の代議士）：矢島健一
- 井之山啓輔（社進党代議士）：田中健
- 石村研介（運輸省官僚・運輸省課長）：渡辺いっけい
- 委員長（衆議院運輸委員会）：戸沢佑介
- 検事（東京地検・特捜部）：上川隆也

#### 123便犠牲者とその遺族
- 鈴木伸郎：嶋尾康史
- 鈴木夏子：木村多江
- 鈴木栄子：音無美紀子
- 鈴木正一：中村世緒
- 小山田慎平：吉川史樹
- 小山田修子：清水美沙
- 布施晴美：鶴田真由
- 阪口実：東幹久
- 阪口小百合：佐藤芳江
- 阪口清一郎：宇津井健
- 平松充：市山貴章
- 平松優哉：中村倫也
- 中山マサ代：立石凉子
- 田中淳次：坂俊一
- 田中朝子：和泉ちぬ

#### その他
- 笹本輝明（ジャーナリスト）：阿南健治
- ACCの管制官：長谷川初範
- 赤い着物の女：秋本奈緒美
- 大倉松太郎：桂南光
- 大倉幸江（浩三の両親）：秋野暢子
- 大倉浩三（純子の婚約者）：蟹江一平
- 星野弘樹：高杉航大
- 池坊保友（日本政策銀行会長）：志賀廣太郎
- 雪絵（行天の馴染みのホステス）：小島聖
- ムティソ：OYANGO OWINO
- ケニア大使：JOSEPH
- 遺体安置所の警官：大橋亘
- ケニア観光省副大臣：JOSEPH OMARI
- バートン弁護士：MARISSA
- 中年の理容師：諏訪部仁
- 初老の理容師：関口篤

| その他 キャスト |
| --- |
| NEJAT、阿部六郎、寺田このみ、山口芙実子、青柳美咲、優、笠菜月、本田清澄、古川真司、遠藤カチヲ、大波誠、八幡朋昭、寺井文孝、大谷賢次郎、櫻梨花、愛未、来須修二、熊谷美香、中園友乃、RICHARD、真、藤井ゆきよ、竹中有希、家村英莉、水澤瑤子、皆本侑樹、二階堂瑞穂、佐野昭子、高野愛梨明、新井量大、伊藤正博、本多晋、佐藤旭、加藤治、中山克己、山崎満、森喜行、有村圭助、沼田隆兵、藤本至、夏井貴浩、船坂裕貴、長谷川ほまれ、二宮聡、佐藤祐一、小野豊、川上直巳、菊口富雅、長倉正和、白倉慎介、中村建彦、堀田興生、逸見廣大、中宅間敏彰、大田正樹、小沢和之、須永祐介、旭屋光太郎、桑原良二、重光萬石、古谷久、あたかすずえ、内藤祐輔、穂積美幸、平井雅博、桑野幸三郎、有道信行、足立房夫、久保喜代志、千々波眞照、佐藤紀一、吉岡龍見、太田翔風、渡辺豊、知野秀雄、大山祐史、佐々木カオル、窪祥一、五味由貴歩、采女華、染谷夏子、奏乃柚子、小野村麻郁、小島美香、松本早紀、白井絵莉、伊澤恵美子、奈良恭仁子、赤坂優衣、吉田友亮、矢野好次、野澤遵宜、清水あお、鯨井和幸、澤克美、岩本賢一、紀之井平、佐藤光生、蔵岡生郎、柊子、内藤ゆり奈、生方保光、大月伸昭、今泉千晶紀、似鳥美貴、鈴木綾子、手島実優、丸山愛留、杉山珠羽、千葉里湖、田村優梨愛、斧アツシ、小林研二、川崎ゆかり、FLORA、SHASHI、DON、JONSON、FEDERICO、赤坂組合(育子、さつき、真希、かな子)、MOHAMMAD MAHADIMILANI |

出典：東宝WEB SITE・資料室（沈まぬ太陽）

### スタッフ（映画）
- 原作：山崎豊子『沈まぬ太陽』
- 製作総指揮：角川歴彦
- 企画：小林俊一
- 製作者：井上泰一
- 脚本：西岡琢也
- 監督：若松節朗
- 音楽：住友紀人
- 航空監修：秀島一生
- インターミッション：ダイアナ湯川 [注 7]
- エンディング・テーマ：福原美穂『Cry No More』（作詞〈英語〉：本山清治 / 作曲：福原美穂・山口寛雄 / 編曲：皆川真人）
- 音楽プロデューサー：石田雅己
- 撮影：長沼六男
- 照明：中須岳士
- 美術：小川富美夫
- ヘアメイク：西村佳苗子
- 録音：郡弘道
- 音響効果：柴崎憲治
- 編集：新井孝夫
- グラフィックデザイン：大城仁
- キャスティング：山口正志
- 監督補：杉山泰一
- エグゼクティブ・プロデューサー：土川勉
- プロデューサー：岡田和則、越智貞夫、井口喜一
- 製作委員会メンバー：角川映画、東宝、ケイダッシュ、新潮社、日本出版販売
- 製作プロダクション：角川映画
- 配給：東宝
  - 予告編ではベートーヴェンのピアノソナタ第8番ハ短調作品13『悲愴』第2楽章の冒頭部が使われている。

### 受賞歴（映画）
- 第33回日本アカデミー賞[14]
  - 最優秀作品賞
  - 優秀監督賞
  - 優秀脚本賞
  - 最優秀主演男優賞（渡辺謙）
  - 優秀助演男優賞（三浦友和）
  - 優秀助演女優賞（鈴木京香）
  - 優秀音楽賞
  - 優秀撮影賞
  - 優秀照明賞
  - 優秀美術賞
  - 優秀録音賞
  - 最優秀編集賞
- 第34回報知映画賞
  - 作品賞・主演男優賞（渡辺謙）
- 第22回日刊スポーツ映画大賞・石原裕次郎賞
  - 助演男優賞（三浦友和）
- 第83回キネマ旬報ベスト・テン
  - 助演男優賞（三浦友和）
- 第19回東京スポーツ映画大賞
  - 助演男優賞（三浦友和）
- 第64回毎日映画コンクール
  - 日本映画大賞

## テレビドラマ
2016年5月8日から同年9月25日までに、WOWOWの「連続ドラマW」枠でテレビドラマ化され放送された。WOWOW開局25周年記念作品。原作者・山崎豊子の没後、初めて映像化された作品である。また、同著者の映像化作品で、地上波以外の放送は初でもある。
同じく山崎豊子原作であり、1995年にNHK総合テレビで放送された『大地の子』と同じく、主演は上川隆也。
基本的に1作品あたり全4～6回のシリーズ作品が多い「連続ドラマW」だが、本作品は同枠では史上最長となる全20話での放送となる。2部構成で、第1部（全8話、）でアフリカ篇（上下）を、第2部（全12話）では御巣鷹山篇・会長室篇（上下）を描く。
第1部は5月8日 - 6月26日放送。7月3日に第1部総集編を無料放送。第2部は7月10日 - 9月25日に放送。

### キャスト（テレビドラマ）
【第1部：第1話～第8話】
国民航空
- 恩地元（国民航空労働組合委員長 →パキスタン・カラチ支店総務主任 →イラン・テヘラン支店総務主任 →ケニア・ナイロビ営業所営業販売駐在員 →ケニア・ナイロビ営業所長→国民航空営業本部課長・お世話係 →大阪ご遺族相談室 →会長室部長）：上川隆也
- 行天四郎（国民航空労働組合副委員長→ロサンゼルス支店 総務主任→秘書課長→運航管理部次長→人事部次長→取締役広報部長 →常務取締役広報部長）：渡部篤郎
- 三井美樹（国民航空 客室乗務員）：檀れい
- 中川清治（国民航空整備士）：徳重聡
- 志方真一郎（国民航空 運航技術部 →事故調査班長）：甲本雅裕
- 桜井均（国民航空 労働組合書記長→組合員→組合員・資料室）：長谷川朝晴
- 八馬忠次（国民航空 労務課長→労務部次長 →取締役 労務部長 →国航開発 会長）：板尾創路
- 沢泉正夫（国民航空 労働組合員→組合委員長→組合委員長・売却資材倉庫）：小泉孝太郎
- 八木（国民航空 労働組合員→組合員・八重洲支店）：渡辺大
- 村田（国民航空 労働組合員→組合副委員長・売却資材倉庫）：草野イニ
- 桧山衛（国民航空 社長）：古谷一行
- 堂本信介（国民航空 労務担当取締役→常務取締役→副社長→社長）：國村隼
- 畑辰造（国民航空 新生労組委員長 →労務部次長→労務部長→労務部長/生協理事長）：袴田吉彦
- 美原譲治（国民航空 新生労組副委員長→国航開発ニューヨーク支店長）：堀部圭亮
- 小田原（国民航空パキスタン・カラチ支店 支店長）：相島一之
- 竹村（国民航空パキスタン・カラチ支店 店次長）：阪田マサノブ
- 島津（国民航空イラン・テヘラン支店 元支店長）：永島敏行
- 久米（国民航空イラン・テヘラン支店 支店長）：モロ師岡
- 清水（国民航空 人事部長）：伊藤洋三郎
- 小暮（運輸省事務次官 →国民航空 顧問 →副社長 → 社長）：鶴見辰吾

その他
- 恩地りつ子（恩地元の妻）：夏川結衣
- 恩地克己（恩地元の息子）：和泉崇司（子供時代：松島海斗←高木勇真）
- 恩地純子（恩地元の娘）：朝倉あき（子供時代：桜田ひより←高嶋琴羽）
- 恩地将江（恩地の母）：田島令子
- 紀子（恩地元の妹）：岩崎ひろみ
- 行天麗子（行天四郎の妻・元客室乗務員）：若村麻由美
- 浜田万治（ブローカー）：橋本さとし
- 耀子・ヒギンズ（アフリカの女王）：草刈民代

【第2部：第9話～第20話】
国民航空
- 河田（国民航空 会長室 室長）：小市慢太郎
- 中谷（国民航空 会長室 部長）：飯田基祐
- 小川亜紀子（国民航空 客室乗務員・行天の愛人）：長谷川京子
- 丸山千穂（国民航空 客室乗務員）：舞羽美海
- 井出祥子（国民航空 客室乗務員）：中村映里子
- 遠山整備長（国民航空整備士）：大西武志
- 海野昇（国民航空 社長）：佐野史郎
- 三成通夫（国民航空 副社長）：升毅
- 岩合宗助（国航開発 社長）：陣内孝則
- 伊部達夫（国航開発 専務）：大杉漣
- 国見正之（関西紡績 会長 →国民航空 会長）：長塚京三[15]
- 古溝（大阪ご遺族相談室）：池田成志
- 岡部（国民航空 遺族係）：浜田学
- 細井守（国民航空 八重洲支店 国内販売促進課長）：温水洋一
- 和光（国民航空 監査役）：平田満
- 長谷川（国航労組 委員長）：葛山信吾
- 田丸（国民航空 常務取締役 営業本部長）：ダンカン
- 轟鉄也（ジャパン・エア・ツーリスト専務）：高嶋政伸

政界
- 利根川（総理大臣）：平幹二朗
- 道塚要（運輸大臣）：螢雪次朗
- 龍崎一清（日本工商会議所 名誉顧問）：橋爪功
- 石黒（運輸省航空局 総務課長）：石丸幹二
- 永田（元 総理大臣）：伊武雅刀
- 原田（衆議院議員）：渡辺哲
- 竹丸（副総理）：本田博太郎
- 井之山（社進党 議員）：羽場裕一

その他
- 笹本（内外経済新聞 記者）：原田泰造
- 熊野（中央新聞 記者）：ミムラ
- 関西紡績の社員：小野了
- 千葉（遺族）：下條アトム
- 一之瀬（遺族）：中村育二
- 松井（遺族）：田中隆三
- 坂口清一郎（遺族）：山本圭
- 杉内芳美（遺族）：麻生祐未
- 西野智恵子（遺族）：菜葉菜
- 鈴木夏子（遺族）：戸田菜穂
- 鈴木栄子（夏子の姑）：三林京子
- 中山マサ代（遺族）：室井滋
- 加川（遺族）：上杉祥三
- 安藤（遺族）：柏原収史
- 樋口（遺族）：星田英利
- 大倉浩三（純子の夫）：工藤阿須加
- 大倉松太郎（大倉の父）：オール阪神
- 大倉幸江（大倉の母）：中島ひろ子
- 宮内（大東レーヨン会長）：綾田俊樹
- 池坊（日本産業銀行 会長）：西岡徳馬
- ナナ（轟の愛人）：大政絢
- 雪絵（ホステス）：佐々木希
- 木川（捜査一課）：山本龍二
- バートン（弁護士）：シャーロット・ケイト・フォックス
- 帝都ジャーナル副編集長：日野陽仁
- 渡里（東京地検特捜部検事）：片岡愛之助

### スタッフ（テレビドラマ）
- 原作：山崎豊子『沈まぬ太陽』
- 脚本：前川洋一
- 監督：水谷俊之、鈴木浩介
- 音楽：佐藤直紀
- プロデューサー：青木泰憲、徳田雄久、椿宜和、稲葉尚人
- 製作：WOWOW、角川大映スタジオ

### 受賞歴（テレビドラマ）
- 東京ドラマアウォード 2016[16]
  - 作品賞・連続ドラマ 優秀賞
- 2017年日本民間放送連盟賞
  - 『連続ドラマＷ 沈まぬ太陽［第2部］第9話』テレビドラマ種目 優秀賞[17]

## 関連書籍
- 『俺たちの翼: 巨大企業と闘った労働者の勇気と団結』土井清、文芸社, 2003 - 『沈まぬ太陽』の舞台を日航労組の当事者がつづったもの